# Conflict: Denied Ops
Conflict: Denied Ops è un videogioco sparatutto in prima persona. È stato sviluppato dalla Pivotal Games ed è stato distribuito in Italia dalla Eidos Interactive l'8 febbraio 2008. È il primo gioco della serie Conflict a essere stato distribuito per PlayStation 3 e Xbox 360, ma è stato distribuito anche in versione PC su GameTap il 20 marzo 2008.

## Trama
La storia si svolge in un immaginario di una guerra in Venezuela. Il generale Ramirez e i suoi soci hanno organizzato un regime che sta tramando lentamente di conquistare il paese. Inizialmente, Ramirez invia le sue truppe in una raffineria di petrolio e poi minaccia la distribuzione di armi nucleari se gli Stati Uniti continuano a "immischiarsi negli affari del suo paese". Dopodiché vengono convocati due agenti speciali, Graves Lincoln e Reggie Lang, i quali vengono inviati a compiere una serie di missioni per trovare il generale Ramirez e neutralizzare qualsiasi altra possibile minaccia. Dapprima i due vengono mandati nelle rovine del monastero di Santa Cecilia, dove trovano dei dati importanti su Ramirez, e sulle sue connessioni a eventuali associazioni. In seguito, partecipano a numerosi scontri a fuoco e alcune battaglie, apparentemente collegate a Ramirez. Alla fine la squadra riesce a rintracciare Ramirez, il quale viene arrestato in un bunker sperduto sulle Ande Venezuelane.

## Modalità di gioco
A differenza dei precedenti episodi della serie Conflict che erano tutti sparatutto in terza persona, Conflict: Denied Ops si presenta come uno sparatutto in prima persona. Inoltre il numero dei membri della squadra è stato ridotto da 4, nei giochi precedenti, a 2. Questa volta i protagonisti sono due agenti della SAD (Special Activities Division), ciascuno avente la propria arma e il proprio stile. Gli agenti usano sempre le proprie armi e, infatti questa volta, non sarà possibile raccogliere le armi dei nemici, al contrario dei suoi predecessori. Se non altro l'aspetto grafico è stato migliorato nettamente. Il gioco supporta l'HD Ready.

## Personaggi
- Graves Lincoln - Ex membro della Delta Force, specializzato nel cecchinaggio, la sua arma è un SR-25. Il personaggio presenta una bassa resistenza agli attacchi, molto silenzio, più velocità e un'elevata precisione.
- Lang Raggie - Specializzato principalmente in armi pesanti e attacco ravvicinato, la sua arma è un FN Minimi. Il personaggio presenta un'elevata resistenza agli attacchi, poco silenzio, meno velocità di corsa e di azioni ed una minore precisione.